# Andrew Ainslie Common
Andrew Ainslie Common FRS (7 de agosto de 1841 — 2 de junho de 1903) foi um astrônomo amador inglês.
Conhecido por seu trabalho em astrofotografia.

## Prémios e honrarias
- Medalha de Ouro da Royal Astronomical Society (1884)[2]
- Membro da Royal Society (1885)
- Presidente da Royal Astronomical Society (1895 - 1896)